# Amt Brüssow (Kurmark)
Das Amt Brüssow war ein königlich-preußisches Domänenamt mit Sitz in Brüssow (Landkreis Uckermark, Brandenburg). 1726 ersteigerte König Friedrich Wilhelm I. („der Soldatenkönig“) den Besitz der in Geldschwierigkeiten steckenden Familie von Ramin in und um Brüssow zunächst für seinen Sohn Friedrich, den damaligen Kronprinzen; dieser war einer der Hauptgläubiger der Familie v. Ramin. 1737 bildete er daraus ein Domänenamt. 1823 wurden dem Amt Brüssow der größere Teil des Amtes Löcknitz zugewiesen, kleinere Teile kamen zu Pommern. Das nun vergrößerte Amt wurde nun Amt Brüssow-Löcknitz genannt. 1872/4 wurde das Amt Brüssow-Löcknitz aufgelöst.

## Geschichte
Bereits im 11./12. Jahrhundert bestand in der Nähe von Brüssow eine jungslawische Siedlung. Im 12. Jahrhundert erbauten die pommerschen Herzöge eine Burg an der Stelle des späteren Gutshofes bzw. des Amtssitzes. Östlich davon entstand das kleine Städtchen Brüssow. Brüssow fiel 1250 durch den Vertrag von Landin an die brandenburgischen Markgrafen, kam zwischen 1354 und 1472 jedoch wieder an Pommern, und danach wieder an die brandenburgischen Kurfürsten. Schon vor 1259 waren Burg und Städtchen (vermutlich mit Zubehör) an die Familie v. Stegelitz verlehnt worden. 1449 folgten ihnen Claus und Otto von Ramin. Die Familie v. Ramin konnte den Besitz bis 1725 behaupten. Kleinere Teile waren auch im Besitz anderer Adliger. Aufgrund von finanziellen Schwierigkeiten kam es zur Versteigerung des Besitzes, den schließlich König Friedrich Wilhelm I. für seinen Sohn Kronprinz Friedrich (der spätere Friedrich II. der Große) erwarb. 1737 wandelte er den Besitz in ein landesherrliches Domänenamt um.

### Zugehörige Orte
1726 umfasste der Besitz der von Ramin das Städtchen Brüssow, das Vorwerk Frauenhagen und Teile des Dorfes Wollschow. In den 1730er Jahren wurden zwei weitere Vorwerke auf Amtsgebiet aufgebaut.
- Brüssow, mit der Gerichtsbarkeit und den Diensten der wie Bauern behandelten Bürger
- das Amtsvorwerk mit 1649 Morgen Acker (ein Morgen zu 180 QR), 219 Morgen Wiese und 20 Morgen Ackerkämpe. Auf dem Gelände des Amtssitzes standen der alte und der neue Rittersitz. Zu den beiden Gutshäusern gehörten zwei Lust- und zwei Baumgärten.
- Frauenhagen, 1725/6 noch Buschvorwerk genannt wurde, oder auch Frauenhagen im Busch. Das Vorwerk umfasste 584 Morgen Acker (darunter waren 66 Morgen Acker, auf dem Weizen angebaut werden konnte), 66½ Morgen Wiese und 1½ Morgen Gartenland. Auf dem Vorwerk wurden 30 Kühe, 500 Schafe sowie Schweine und Federvieh gehalten. Im Sommer konnte auf dem Beversee gefischt werden. Die Vorwerksgebäude waren in gutem Zustand.
- Hammelstall. Um 1730 wurde etwa 2,5 km südsüdwestlich des Städtchens das Vorwerk Hammelstall angelegt, aus dem sich der heutige bewohnte Gemeindeteil Hammelstall der Stadt Brüssow entwickelte.
- Moor. 1735 entstand 2,5 km südwestlich von Brüssow die Meierei Moor, aus dem der heutige bewohnte Gemeindeteil Moor entstand.
- Wollschow. Hier gehörte allerdings nur ein Teil zum späteren Amt. Ein anderer Besitzanteil war in adligen Besitz verblieben (Gut Menkin).

### 1823 – Das Amt Löcknitz wird aufgelöst
1823 wurde das Amt Löcknitz aufgelöst und mit dem Amt Brüssow vereinigt. In der Folge ist auch die Bezeichnung Amt Brüssow-Löcknitz gebräuchlich. Teile des Amtes wurden Pommern zugeordnet. Folgende Orte wurden unter die Verwaltung des vereinigten Amtes Brüssow-Löcknitz gestellt.
- Bagemühl
- Battin
- Bergholz
- Caselow
- Fahrenwalde
- Grimme
- Rossow
- Schmölln
- Zerrenthin

1836 war das Justizamt Brüssow in Prenzlau das für das Amt Brüssow-Löcknitz zuständige Untergericht.
Das Amt Brüssow-Löcknitz wurde mit der Kreisreform von 1872 in den Jahren 1872/4 aufgelöst, dessen Aufgaben auf den Kreis Prenzlau übertragen.

## Amtleute
- 1775 die Witwe des verstorbenen Beamten Hufnagel[5]
- 1798 Kaatzky, Oberamtmann[6]
- 1801 Kaatzky, Oberamtmann[7]
- 1803 Kaatzkyische Erben, Assist. Hr. Gerstmeyer[8]
- 1804 Wollenburg, Oberamtmann[9]
- 1806 Katzky[10]
- 1818 Georg Ernst Gotthilf Osterroht, Beamter[11]
- 1821 Georg Ernst Gotthilf Osterroht, Oberamtmann[12]
- 1824 Georg Ernst Gotthilf Osterroht, Oberamtmann[2]
- 1846 Carl Friedrich Hermann Osterroht[13]
- 1865 Carl Friedrich Hermann Osterroht. Amtsrat[14]

## Belege